# Костричкин, Андрей Андреевич
Андре́й Андре́евич Костри́чкин (по некоторым источникам Александрович, 24 августа 1901, Санкт-Петербург — 28 февраля 1973, Ленинград) — советский актёр кино и театра, Заслуженный артист РСФСР (1935)

## Биография
Андрей Костричкин родился 24 августа 1901 года в Санкт-Петербурге.
В 1926 году он окончил киномастерскую ФЭКС («Фабрика эксцентрического актёра») и институт искусств в Ленинграде. В 1938—1941 годах актёр работал в ленинградском ТЮЗе, с 1942 года был актёром Блокадного театра (впоследствии — Драматический театр имени В. Ф. Комиссаржевской). Вместе со своими товарищами по «Фабрике эксцентрического актера», Андрей Костричкин принимал участие в создании немых фильмов «Мишки против Юденича», «Чёртово колесо», «Новый Вавилон». Самой успешной стала роль Акакия Акакиевича в экранизации повести «Шинель» Н. В. Гоголя. В результате, во многие последующие ленты Костричкина брали на роли «маленького человека»: Чучугин («Чужой пиджак»), Ян Кнукке («Женитьба Яна Кнукке»), Бирман («Города и годы»), Иванов («Двадцать два несчастья»), латинист «Тараканиус» («Кондуит»). В звуковом же кино Андрей Костричкин играл исключительно эпизодические роли — портье в фильме «Девушка спешит на свидание» (1936), старичок на свадьбе в картине «Чужая родня» (1955), Домовой в сказке «Снежная королева» (1966), дед Есенина в ленте «Пой песню, поэт…» (1971).
Жена (до 1932 года) — актриса Янина Жеймо. Дочь, Янина Костричкина-старшая, работала над дублированием фильмов.

## Фильмография
1. 1925 — Мишки против Юденича — белогвардеец
2. 1926 — Шинель — Акакий Акакиевич Башмачкин
3. 1926 — Чёртово колесо — ударник
4. 1927 — С. В. Д. — Союз великого дела — слуга Медока
5. 1927 — Братишка — директор треста
6. 1927 — Чужой пиджак — кассир Чучугин
7. 1929 — Чёрный парус — комсомолец
8. 1929 — Новый Вавилон — главный продавец
9. 1930 — Мёртвая душа — душа общества
10. 1930 — Наши девушки — техник Смирнов
11. 1930 — Двадцать два несчастья — Иванов, кооператор
12. 1930 — Города и годы — Альберт Бирман
13. 1931 — Человек из тюрьмы — Карасёв, моряк
14. 1931 — Кинометла № 3 — корреспондент
15. 1932 — Ищу протекции — крестьянин Осечкин
16. 1932 — Беглец — кельнер
17. 1932 — Три солдата — Пьер Брогар
18. 1933 — Первый взвод — Пётр, повар
19. 1933 — Победители ночи
20. 1934 — Анненковщина — Захар Васильевич
21. 1934 — Поручик Киже — поручик Синюхаев (в титрах не указан)
22. 1935 — Сокровище погибшего корабля — репортёр
23. 1935 — Женитьба Яна Кнукке — Ян Кнукке
24. 1936 — Девушка спешит на свидание — портье
25. 1936 — Кондуит — латинист «Тараканиус»
26. 1937 — Соловей — Волдыевский
27. 1938 — Зангезур — полковник Марков
28. 1938 — Бакинцы — Василий Аркадьевич, жандармский ротмистр
29. 1939 — Случай на полустанке — рассказчик во дворе
30. 1940 — Станица Дальняя — дед Самсон
31. 1945 — Давид Гурамишвили — химик
32. 1947 — Поезд уходит в 10 — доктор
33. 1947 — Пирогов — опоздавший
34. 1955 — Следы на снегу — старик
35. 1955 — Чужая родня — старичок на свадьбе
36. 1956 — Костёр бессмертия — глухой
37. 1956 — Дорога правды — отец Светы
38. 1957 — Шторм — архитектор
39. 1957 — Степан Кольчугин — глухой старик
40. 1957 — На переломе — кассир
41. 1959 — Неоплаченный долг — офицер
42. 1961 — Две жизни — генерал
43. 1961 — Чёртова дюжина — машинист
44. 1964 — Казнены на рассвете — швейцар
45. 1966 — Снежная королева — домовой
46. 1966 — Три толстяка — придворный
47. 1971 — Пой песню, поэт… — дед Есенина